# 2 Armia Polowa (Turcja)
2 Armia Polowa – związek operacyjny tureckich Sił Zbrojnych.

## Struktura organizacyjna
W okresie zimnej wojny
- dowództwo Armii – Malatya
- 4 Korpus Armijny –  Ankara
- 6 Korpus Armijny – Adana
- 7 Korpus Armijny –  Diyarbakir